# ヴァーリオ・セッラ
ヴァーリオ・セッラ（伊: Vaglio Serra）は、イタリア共和国ピエモンテ州アスティ県にある、人口約300人の基礎自治体（コムーネ）。

## 地理

### 位置・広がり

#### 隣接コムーネ
隣接するコムーネは以下の通り。
- コルティリオーネ
- インチーザ・スカパッチーノ
- ニッツァ・モンフェッラート
- ヴィンキオ

#### 地震分類
イタリアの地震リスク階級 (it) では、4 に分類される
。

## 行政

### 分離集落
ヴァーリオ・セッラには、以下の分離集落（フラツィオーネ）がある。
- Braglia, La Pietra, La Serra, Saborello, San Pancrazio